# Eisenbahnknoten

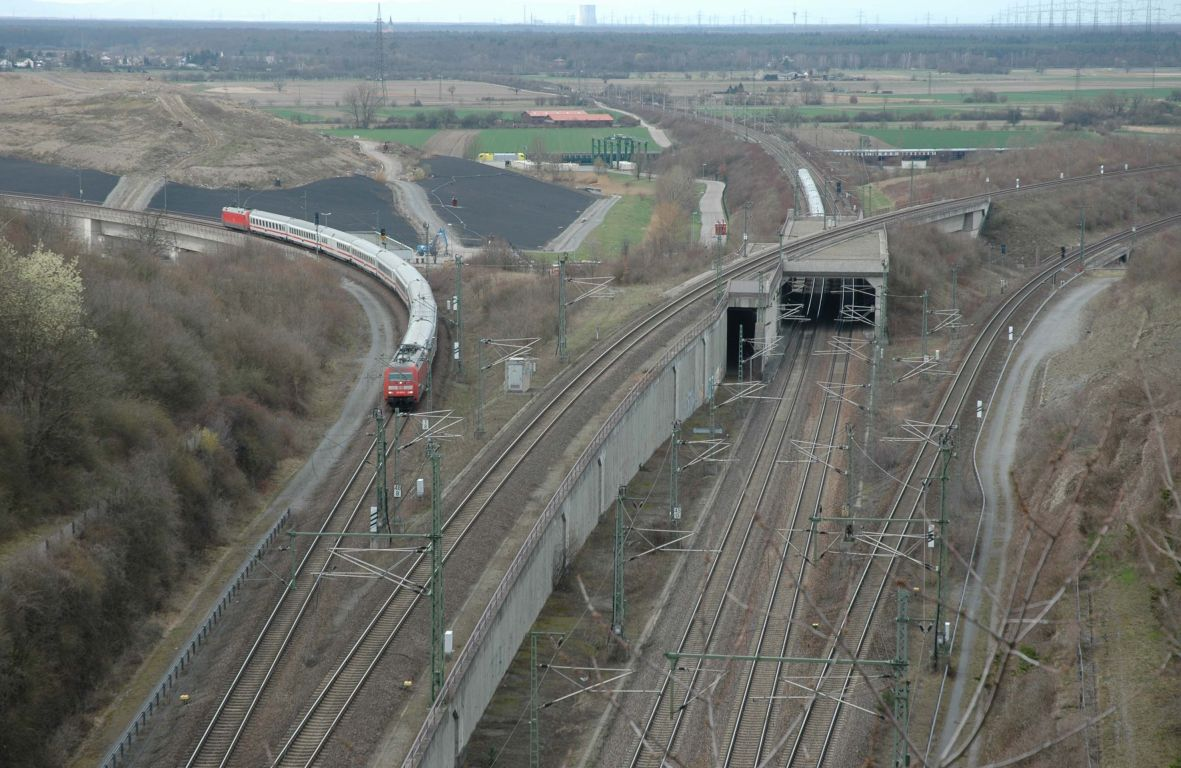
Abzweigung Rollenberg der Neubaustrecke Mannheim–Stuttgart (Mitte). Links Strecke Karlsruhe–Bruchsal, rechts Stuttgart–Heidelberg

Eisenbahnknoten sind Knotenpunkte im Verkehrssystem der Eisenbahn, die für die Infrastruktur als Streckenknoten und -kreuzungen oder für Betriebsabläufe zur Zugbereitstellung oder Verknüpfung mit anderen Verkehrsträgern erforderlich sind. Ähnliche Bezeichnungen hierfür sind Bahnknoten, Eisenbahnknotenpunkt, Knotenpunktbahnhof, Anstoßbahnhof oder Schienenkreuz.
Für den Personenverkehr sind an diesen Knoten meist Bahnhöfe angelegt, die nach Art ihrer Streckenverknüpfung und ihrer Lage im Streckennetz unterschieden werden. Aus der Anbindung an andere Verkehrsträger ergeben sich Schnittstellenfunktionen, die beispielsweise durch Hafenbahnhöfe oder Flughafenbahnhöfe erfüllt werden. Eine weitere Bedeutung können Eisenbahnknoten für die Betriebsabläufe erlangen, wenn sie als Zugbildungsanlagen des Personen- und Güterverkehrs dienen (Bereitstellungs- und Rangierbahnhof).

## Bedeutung der Eisenbahnknoten
In einem flächenhaften und dichten Schienennetz ist eine Vielzahl von strukturellen und funktionalen Eisenbahnknoten entstanden, von einfachen Abzweigstellen über Kreuzungen von einer oder mehreren Strecken bis zu Großknotenbereichen mit einer Vielzahl von Knoten und betrieblichen Verknüpfungen. Die zentrale Funktion von Eisenbahnknoten ist es, die Zugströme der verschiedenen Strecken zu verknüpfen und dabei Qualitätsstandards bei möglichst hoher Kapazität einzuhalten. Im Personenverkehr stehen die Erreichbarkeit und Pünktlichkeit von Anschlusszügen sowie die Kapazität zu Spitzenzeiten im Zentrum des Interesses. Im Güterverkehr steht die Durchgängigkeit der Knoten bei möglichst geringer Wartezeit im Vordergrund. Für Eisenbahnknoten stellen die Mischverkehre aus Personen- und Güterverkehr daher besondere Herausforderungen dar.

## Struktur der Eisenbahnknoten
Die meisten Eisenbahnknoten sind historisch gewachsen und in ihrer räumlichen und baulichen Ausführung durch unterschiedliche städtebauliche und topographische Zwänge geprägt. Für die Führung von Zügen in Knoten und die zeitlichen Abhängigkeiten gibt es zahlreiche Varianten, so dass Eisenbahnknoten sehr individuelle Strukturen aufweisen, die eine Zuordnung in bestimmte Gruppen erschweren.

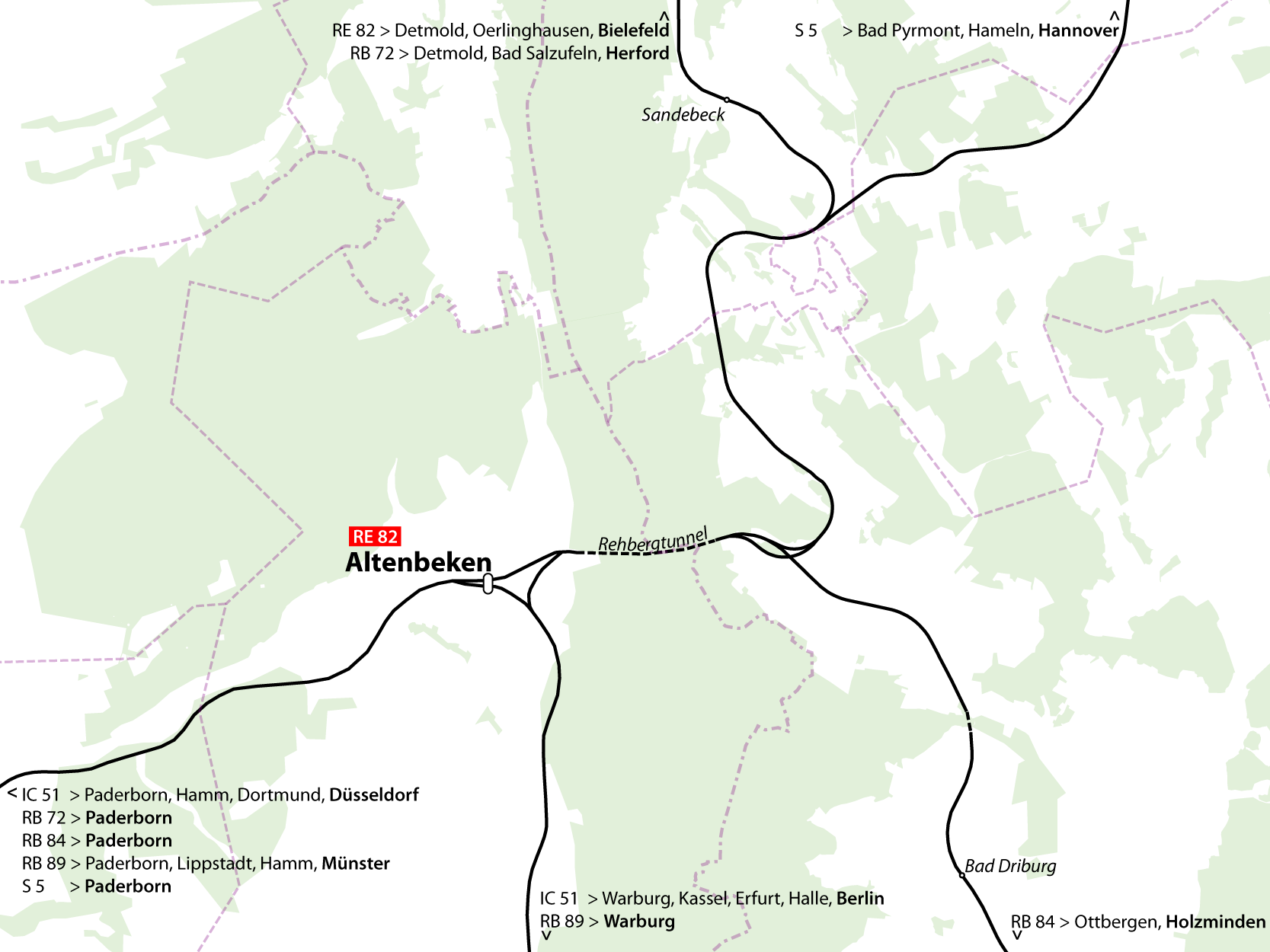
Eisenbahnknoten Altenbeken/Nordrhein-Westfalen

Ein Unterscheidungsmerkmal stellt die Art der Streckenverknüpfung dar:
- Kreuzungen in Durchgangsform verbinden Strecken über parallel nebeneinander liegende Gleise, die über Weichen untereinander verbunden sind und Zugübergänge zwischen den Strecken möglich machen.

- Kreuzungen mit getrennt bleibenden Strecken werden in unterschiedlichen Ebenen durch den Kreuzungspunkt geführt – oft rechtwinklig. Eine Verbindung untereinander kann für den Personenverkehr durch einen Turmbahnhof geschaffen werden, der die unterschiedlichen Ebenen über Laufwege verbindet. Die Eisenbahnstrecken können im weiten Umfeld durch Anschlussstrecken verbunden werden, ähnlich Autobahnkreuzen, wenn auch mit deutlich größerem Kurvenradius.

- Anschlussknoten und -bahnhöfe liegen an einer durchgehenden Bahnstrecke und bieten den Ausgangs- oder Endpunkt für weitere Strecken,

- Trennungsknoten und -bahnhöfe liegen an einer Streckengabelung, die mit oder ohne Halt durchfahren werden und über entsprechend leistungsfähige Gleisverbindungen verfügen, die mit höheren Geschwindigkeiten durchfahrbar sind,
- Berührungsknoten und -bahnhöfe stellen die Berührungsabschnitte von zwei durchgehenden Eisenbahnstrecken mit der Möglichkeit des Zugübergangs dar.

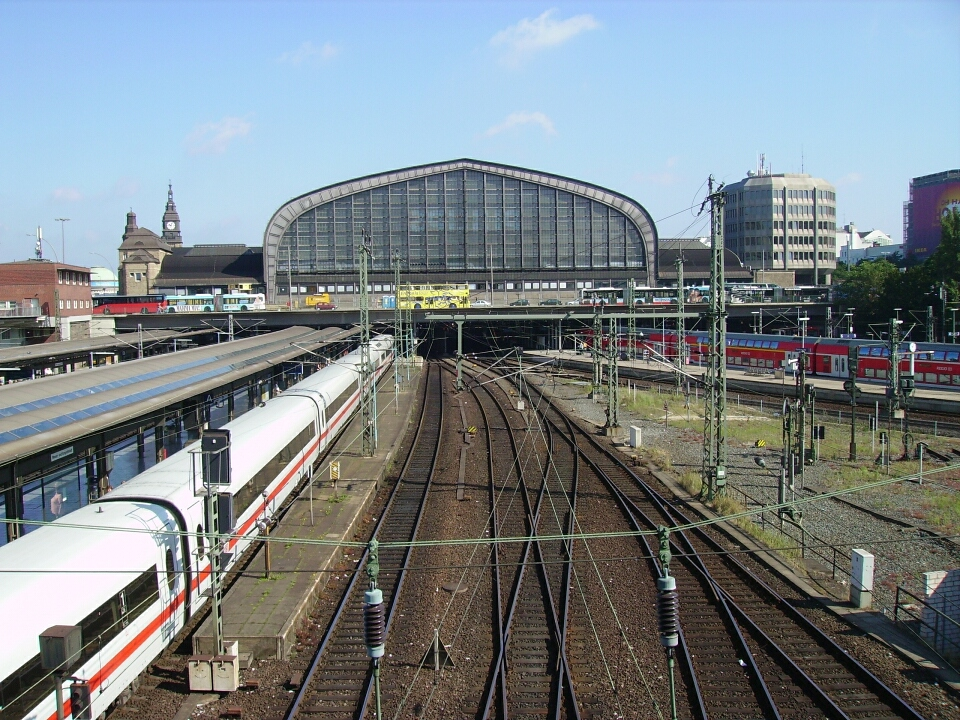
Blick auf den Hamburger Hauptbahnhof von Süden (Altmannbrücke)

## Geschichte der Eisenbahnknoten
Als weltweit erster Eisenbahnknotenpunkt gilt der Bahnhof Earlestown (damals: Viaduct) in Newton-le-Willows (Merseyside, Großbritannien). Hier wurden am 25. Juli 1831 die Linien der Liverpool and Manchester Railway und der Warrington and Newton Railway verbunden.
Als weiterer bis heute bedeutender Eisenbahnknoten etablierte sich ab 1837 Crewe und wurde später, wie Newton-le-Willows, Eisenbahnstadt. Weitere Eisenbahnknoten entstanden in der britischen Hauptstadt London und in anderen großen Städten.

## Nationales

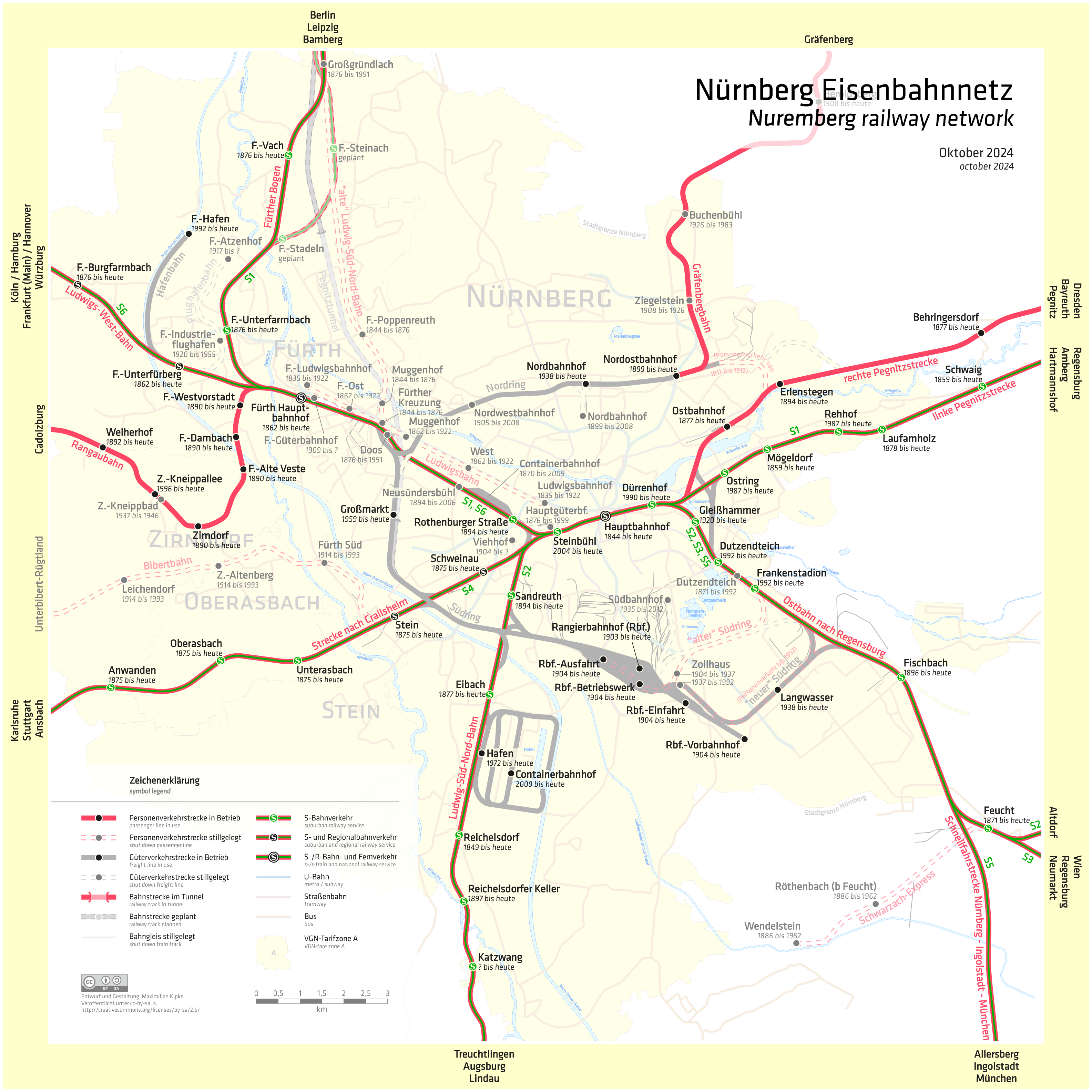
Der Eisenbahnknoten Nürnberg

### Deutschland

#### Geschichte

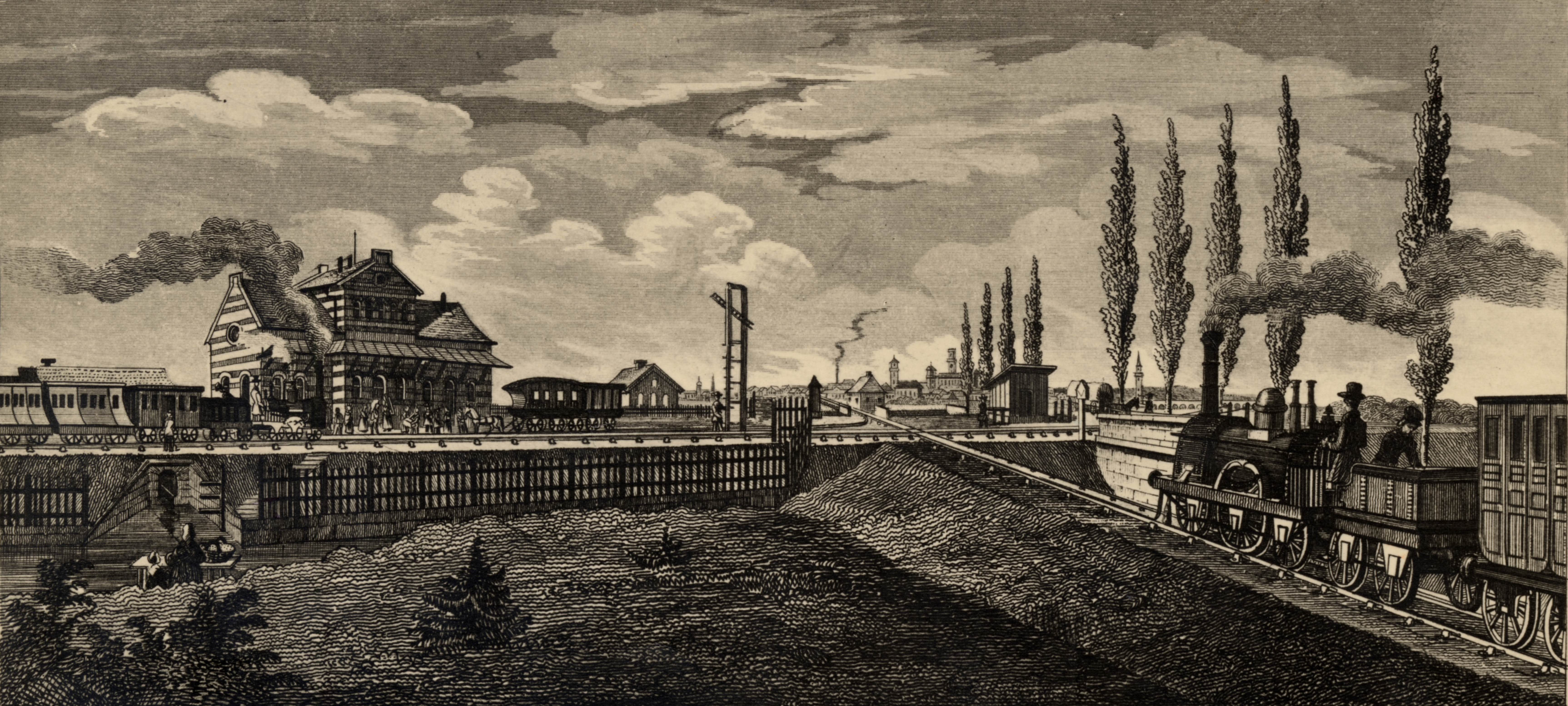
Die Fürther Kreuzung 1845, ein früher Eisenbahnknoten zwischen der ersten deutschen Eisenbahn und der Ludwig-Süd-Nord-Bahn

Deutschlands erster Eisenbahnknoten wurde in Köthen (Anhalt) am 10. September 1841 gebaut, als die Berlin-Anhaltische Eisenbahn auf die im Vorjahr fertiggestellte Stammstrecke der Magdeburg-Leipziger Eisenbahn-Gesellschaft traf. Der Bahnhof Köthen wurde zu Deutschlands erstem Umsteigeplatz, dessen Bedeutung wuchs, als 1846 die Strecke der neuerbauten Anhalt-Köthen-Bernburger Eisenbahn aus Richtung Bernburg (Saale) in Köthen angeschlossen wurde. Letztere wurde später mit der Magdeburg-Halberstädter Eisenbahngesellschaft vereinigt, was den Bau eines vierten Bahnhofs erforderte. Noch vor Ende des Jahrhunderts kamen Strecken in Richtung Aken (Elbe) und Radegast hinzu, so dass Köthen von nun an aus sechs Richtungen erreichbar war.
In der Vergangenheit sind Eisenbahnknoten bei der Betriebs- und Ausbauplanung nachrangig behandelt worden. Mit der Grundsatzplanung „Netz 21“ beabsichtigt die Deutsche Bahn AG die Entflechtung von schnellen und langsamen Verkehren – die Trennung von Personen- und Güterverkehren. Damit wächst zwangsläufig die Bedeutung der Eisenbahnknoten als Sammel- und Verteilstellen. In der Ausbauplanung des Schienennetzes wird mittlerweile der Leistungsfähigkeit der Knoten eine maßgebliche Rolle zugewiesen (siehe Knotenausbaumaßnahmen).

#### Heutige Situation

##### Personenverkehr
Die wichtigsten deutschen Eisenbahnknoten des Personenverkehrs sind heute, gemessen an der Anzahl der Reisenden: Hamburg Hbf, Frankfurt (Main) Hbf, München Hbf, Berlin Hbf, Köln Hbf, gefolgt von Hannover Hbf, Stuttgart Hbf, Düsseldorf Hbf, Nürnberg Hbf und Essen Hbf.
Weitere stark frequentierte Bahnhöfe sind Bremen Hbf, Duisburg Hbf, Leipzig Hbf, Dortmund Hbf und Mannheim Hbf.

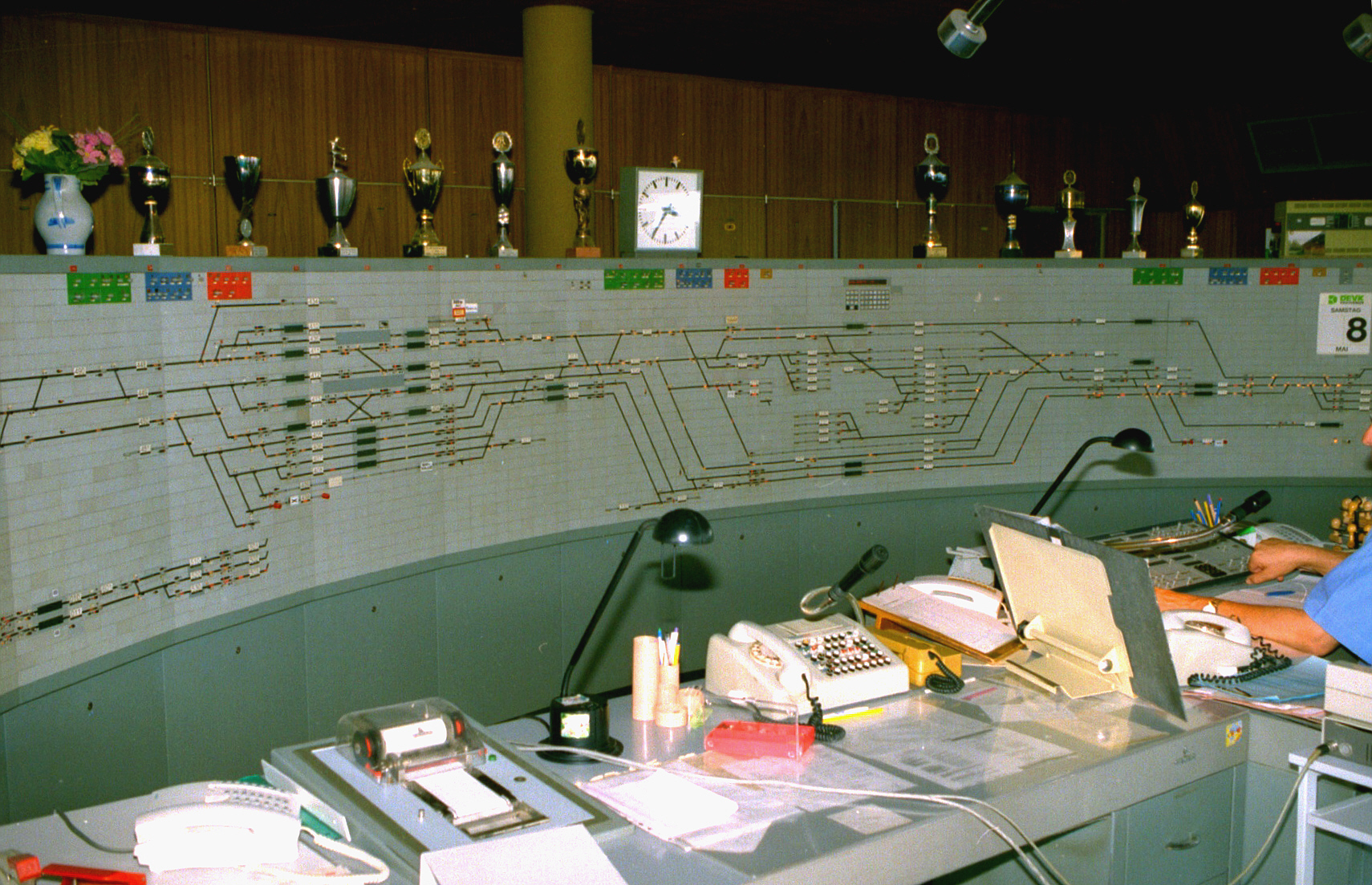
Stelltafel eines Stellwerkes: Trier Hbf

##### Güterverkehr
Die wichtigsten deutschen Eisenbahnknoten des Güterverkehrs sind die Standorte der bedeutendsten Rangierbahnhöfe: Maschen Rbf (bei Hamburg), Seelze Rbf (bei Hannover), Hagen-Vorhalle, Gremberg (in Köln), Mannheim Rbf und Nürnberg Rbf. Der Eisenbahnknoten Dresden führt den Güterverkehr aus verschiedenen Richtungen in Deutschland zusammen und dem Übergang nach Tschechien über die Elbtalbahn zu.

##### Kleine Eisenbahnknoten
Einer von vielen typischen kleinen Eisenbahnknoten liegt beispielsweise in der niedersächsischen Kreisstadt Rotenburg (Wümme). Hier zweigen von der Hauptstrecke Hamburg-Bremen drei weitere Strecken in Richtung Verden und weiter nach Hannover, in Richtung Bremervörde über Zeven und bis 1958 Richtung Brockel – Visselhövede ab. Viele dieser kleinen Eisenbahnknotenpunkte haben infolge der Abschaffung des Stückgutverkehrs und durch Streckenstilllegungen ihre frühere Knotenfunktion verloren.
Kreuzungsbahnhöfe, die nicht an einer Hauptstrecke liegen, werden als Nebenbahnknoten bezeichnet. Aufgrund des starken „Rückzugs aus der Fläche“ durch Streckenstilllegungen der Deutschen Bundesbahn seit den Nachkriegsjahren haben die meisten von ihnen ihre Verkehrsbedeutung oder gar den Schienenverkehr als Ganzes verloren. Beispiele hierfür sind Grünstadt in Rheinland-Pfalz, der Bahnhof Gummersbach-Dieringhausen mit Bahnbetriebswerk in Gummersbach oder Anschlag (Halver) bei Wipperfürth in Nordrhein-Westfalen.

#### Struktur
Nach den verkehrlichen Aufgaben werden in den Knoten folgende Bahnhofsarten unterschieden:
- Personenbahnhöfe (Pbf),
- Güterbahnhöfe des allgemeinen Ladungsverkehrs (Gbf),
- Umschlagbahnhöfe des kombinierten Verkehrs (Ubf),
- Rangierbahnhöfe (Rbf),
- kombinierte Formen,

sowie Werkbahnhöfe und die aufgelösten, historischen Stückgutbahnhöfe.
Die Eisenbahnknoten werden anhand ihrer Größe unterteilt in die einfachen Kreuzungen von zwei Linien, in die „Großen Knoten“ mit Kreuzungen oder Verknüpfungen mehrerer Linien und Funktionsbereiche sowie in die „Großknotenbereiche“, in denen eine Vielzahl von Knoten und betrieblichen Verknüpfungen angesiedelt ist. Im Netz der Deutschen Bahn AG werden unterschieden:
- Großknotenbereiche: Hamburg, Hannover, Berlin, Dortmund, Halle/Leipzig, Dresden, Köln, Frankfurt am Main, Mannheim/Ludwigshafen, Nürnberg, Stuttgart, München,
- Große Knoten: Stralsund, Rostock, Lübeck, Bremen, Osnabrück, Minden, Hildesheim, Braunschweig, Magdeburg, Cottbus, Münster, Hamm, Göttingen, Kassel, Düsseldorf, Hagen, Aachen, Erfurt, Zwickau, Gießen, Fulda, Koblenz, Wiesbaden, Mainz, Trier, Würzburg, Saarbrücken, Heilbronn, Karlsruhe, Regensburg, Ingolstadt, Offenburg, Freiburg, Basel, Ulm, Augsburg.

### Österreich

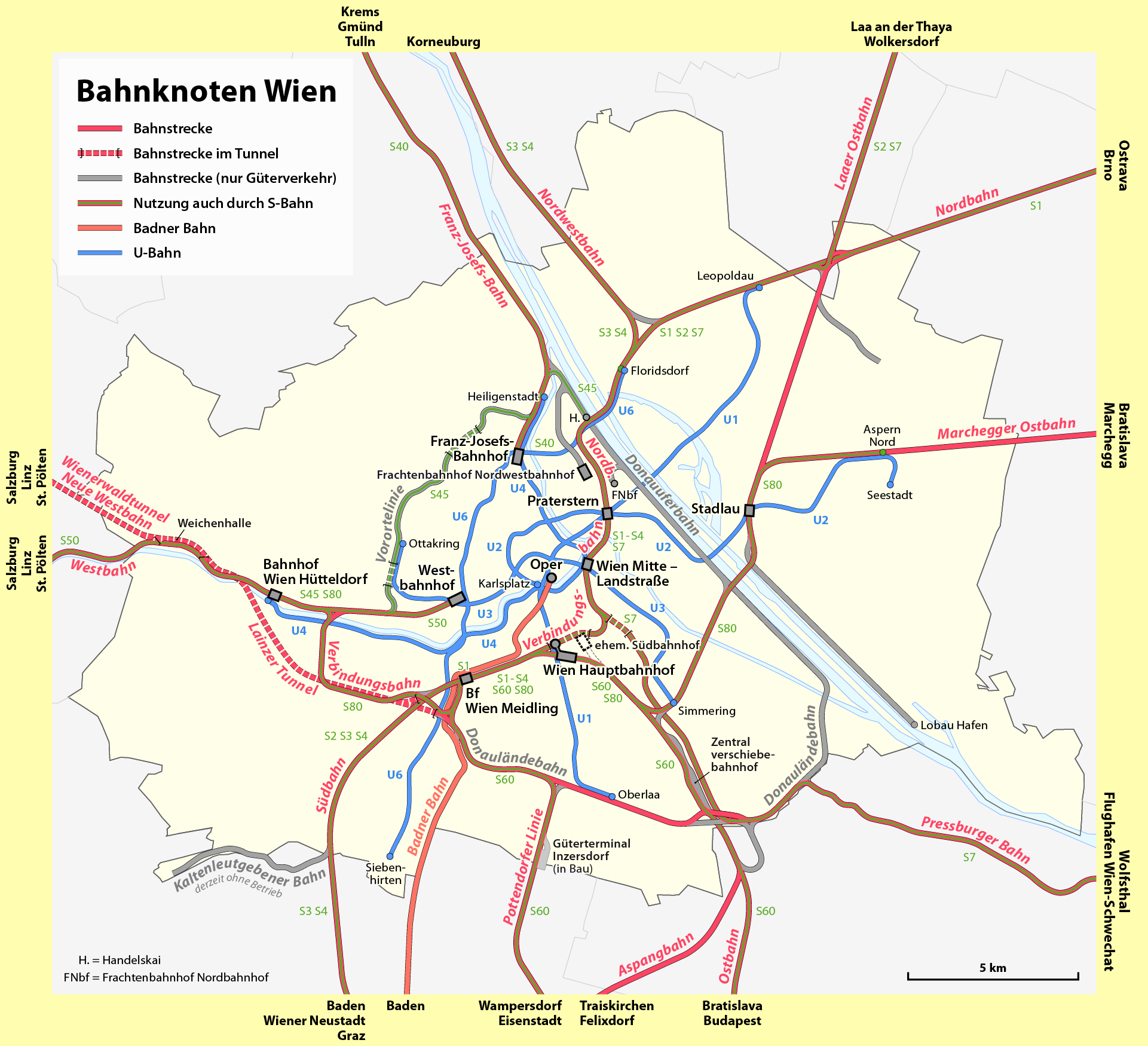
Karte des Eisenbahnknotens Wien

Der wichtigste Eisenbahnknoten liegt in der österreichischen Hauptstadt Wien. Im Personenverkehr nimmt seit Dezember 2015 der neu errichtete Hauptbahnhof Wien die Rolle des zentralen Eisenbahnknotens ein.
Weitere wichtige Eisenbahnknoten im österreichischen Bahnnetz befinden sich in den Landeshauptstädten Graz, Linz, Salzburg, Innsbruck, Klagenfurt; nur die Stationen in Bregenz und Eisenstadt sind keine Bahnknoten.
Ferner zählen Attnang-Puchheim, Bischofshofen, Bruck an der Mur, Selzthal, Villach, Wels und Wiener Neustadt zu den wichtigen Knoten der ÖBB. Weitere, für den Bahnbetrieb wichtige Eisenbahnknoten befinden sich in St. Michael, Absdorf-Hippersdorf, Feldkirch, Ebenfurth, Krems an der Donau, Spielfeld-Straß, Ried im Innkreis, St. Valentin, Tulln, Gleisdorf, Stainach-Irdning und Fehring.

### Schweiz
Die wichtigsten Eisenbahnknoten des Personenverkehrs in der Schweiz sind die Hauptbahnhöfe Basel SBB, Bern und Zürich HB, gefolgt von den Bahnhöfen Arth-Goldau, Biel, Buchs SG, Lausanne, Luzern, Olten, Rotkreuz, Brugg und Winterthur HB. Der Bahnhof Genève-Cornavin in der Großstadt Genf ist kein Eisenbahnknoten im eigentlichen Sinne, dient aber neben dem Ortsverkehr auch als Grenzbahnhof nach Frankreich.
Im Güterverkehr sind die wichtigsten Knotenbahnhöfe die Rangierbahnhöfe: Rangierbahnhof Basel-Muttenz, Rangierbahnhof Limmattal westlich von Zürich und Rangierbahnhof Lausanne-Triage, gelegen in Denges westlich von Lausanne.

## Knotenausbaumaßnahmen
Die Kapazität von Eisenbahnknoten beschränkt die Leistungsfähigkeit eines Eisenbahnnetzes mitunter mehr als die Kapazität der Strecken. Dies gilt umso mehr, je dichter das Netz ist und je höher die Knoten durch Verkehrsaufkommen belastet sind. Knotenausbauten können daher in Bestandsnetzen mit vergleichsweise geringem Investitionsaufwand weitergehenden Kapazitätszuwachs erreichen als Streckenneu- oder -ausbauten. Die Kapazität eines Eisenbahnknotens kann vor allem durch Baumaßnahmen wie den Einbau von Weichen, die für höhere Fahrgeschwindigkeiten geeignet sind oder Vermeidung von Weichenübergängen durch den Bau von Überwerfungsbauwerken sowie durch signaltechnische Maßnahmen gesteigert werden, z. B. Selbststellbetrieb, Zuglenkung, Ermöglichen von Paralleleinfahrten, vereinfachte Fahrstraßenteilauflösung.

Gleisplan Frankfurt (Main) Flughafen, Anbindung der Schnellfahrstrecke Köln–Rhein/Main

In komplexen Knoten können derartige Baumaßnahmen sehr umfangreich und damit kostenträchtig werden, vor allem wenn Kapazitätsbeschränkungen durch Tunnel (Mainzer Eisenbahntunnel), Brücken (Hohenzollernbrücke, Köln) oder Innenstadtstrecken (Berlin) bestehen. Je nach Anforderungen des Verkehrs kann auch die Form des Bahnhofs als Kopfbahnhof oder Durchgangsbahnhof Auswirkungen auf den Verkehr haben. Die meisten Pläne zum Umbau der großen deutschen Kopfbahnhöfe im Zuge von Bahnhof 21 werden jedoch nicht mehr weiter verfolgt.
In der Ausbauplanung des Schienennetzes wird mittlerweile der Leistungsfähigkeit der Knoten eine maßgebliche Rolle zugewiesen, wie beispielsweise in den beiden aktuellen Grundlagenstudien zum Schienennetzausbau nachzuvollziehen ist (etwa die deutsche Überprüfung des Bedarfsplans für die Bundesschienenwege des Bundesministeriums für Verkehr, Bau und Stadtentwicklung und Schienennetz 2025/2030: Ausbaukonzeption für einen leistungsfähigen Schienengüterverkehr in Deutschland des Umweltbundesamtes).